# آبشار کاتاوبا
آبشار کاتاوبا (به انگلیسی: Catawba Falls) آبشاری است که در کارولینای شمالی، ایالات متحده آمریکا واقع شده و ارتفاع کلی ریزشگاه آن ۱۰۰ فوت (۳۰ متر) است.